# مهندسی عمران

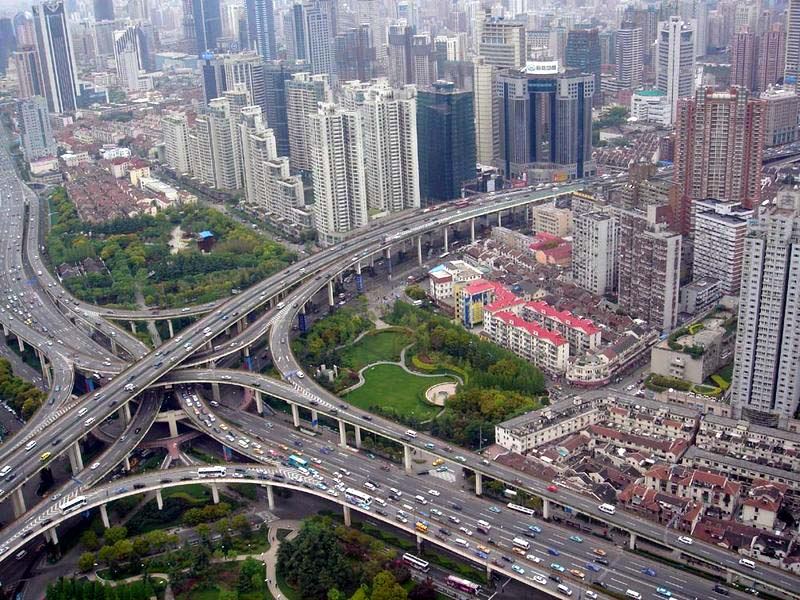
یک پل چند طبقه، ساختمان‌های چندطبقه و پارک در شانگهای، چین

مهندسی عمران یکی از شاخه‌های مهندسی است که به طراحی، نگهداری و ساخت سازه‌های طبیعی و مصنوعی شامل جاده‌ها، پل‌ها، کانال‌ها، سدها و ساختمان‌ها و سازه‌های مختلف دیگری می‌پردازد.
مهندسی عمران، پس از مهندسی جنگ، قدیمی‌ترین نظام مهندسی به‌شمار می‌آید و امروزه مهندسی عمران، حد واصل مهندسی نظامی و مهندسی غیرنظامی محسوب می‌گردد. مهندسی محیط زیست، مهندسی ژئوتکنیک، مهندسی زلزله، ژئوفیزیک، ژئودزی، مهندسی حمل و نقل، علوم زمین، علوم جوی، منابع آب، مهندسی قانونی، مهندسی شهری، مهندسی هیدرولیک، علم مواد، مهندسی سازه‌های دریایی، مدیریت سواحل، نقشه‌برداری و مهندسی سازه از جمله شاخه‌های علمی هستند که به بهبود پروژه‌های مهندسی عمران کمک می‌کنند.
آغاز فعالیت‌های مهندسی عمران احتمالاً بین ۴۰۰۰ تا ۲۰۰۰ سال پیش از میلاد مسیح و در مصر باستان و میان‌رودان بوده است. هنگامی که انسان‌ها زندگی عشایری را رها کردند؛ نیاز به ساخت و ساز جهت تأمین سرپناه پدید آمد. در همان زمان گسترش حمل و نقل به نحو فزاینده‌ای اهمیت یافت و به اختراع چرخ و همچنین آغاز دریانوردی منجر شد. تا پیش از دوران مدرن، تفاوت واضحی بین مهندسی عمران و معماری وجود نداشت؛ و اغلب از این دو عنوان به جای یک‌دیگر استفاده می‌شد.

## تاریخچه

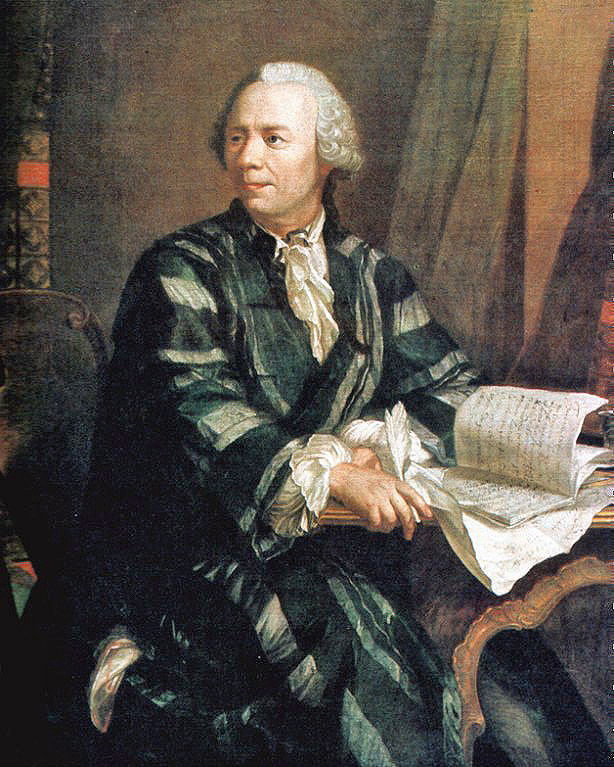
لئونارد اویلر تئوری کمانش ستون‌ها را کشف نمود.

از ساخت هرم‌های مصری (۲۷۰۰–۲۵۰۰ پیش از میلاد) می‌توان به عنوان نخستین نمونه از ساخت سازه‌های عظیم یاد کرد. از دیگر سازه‌های تاریخی عمرانی می‌توان به سامانهٔ مدیریت آب قنات در ایران باستان (با قدمت بیش از ۳۰۰۰ سال)، پارتنون در یونان باستان (۴۴۷–۴۳۸ پیش از میلاد)، جادهٔ آپیا در روم باستان (۳۱۲ پیش از میلاد) و دیوار بزرگ چین (۲۲۰ پیش از میلاد) اشاره کرد.
از آغاز وجود بشر مهندسی یک نمود از زندگی بوده است. نخستین تمرین‌های مهندسی عمران ممکن است از ۲۰۰۰ تا ۴۰۰۰ قبل از میلاد مسیح در مصر باستان و بین‌النهرین، وقتی انسان کوچ نشینی را ترک کرد آغاز شده باشد، که بنابر علت نیاز به ساختمان برای پناهگاه بوده است. در این مدت حمل و نقل به به‌طور فزاینده مهم شد و موجب پیشرفت چرخ و کشتیرانی شد، ساختار اهرام در مصر (در حدود ۲۵۰۰ تا ۲۷۰۰ سال پیش از میلاد مسیح) می‌تواند به عنوان نخستین سازهٔ پی ریزی شده در نظر گرفته شود.
دیگر ساختمان‌های باستانی مهندسی عمران شامل: پارتنون (معبد خدای اتنا در اتن) به‌وسیلهٔ ایکتینوس (معمار) در یونان باستان(۴۴۷ تا ۴۳۸ سال قبل از میلاد مسیح)-راه اپین به‌وسیلهٔ مهندسین رومی (حدود ۳۱۲ سال قبل از میلاد) -دیوار بزرگ چین به‌وسیلهٔ جنرال امتیانگ تحت امر امپراتور چین کین چی هانگ (حدود ۲۲۰ سال قبل از میلاد) و گنبدهای ساخته شده در سریلانکای باستان مثل جتاوارانامایا و آبیاری وسیعی که در آنورادهاپورا کار می‌کند. رومی‌ها سازه‌های مهندسی را در پهنهٔ امپراتوری خود توسعه دادند، که به‌طور خاص شامل قنات-دستگاه عمارت اجاره نشینی-بندرها و برج‌ها سدها و راه‌ها است.
تا عصر مدرن هیچ تمایزی بین مهندسی عمران و معماری نبود و اصلاح‌های مهندسی و معماری به‌طور عمده تفاوت‌های جغرافیایی بود که به یک فرد اشاره می‌کرد و قابل معاوضه بود. در قرن ۱۸ واژهٔ مهندسی عمران برای تمیز دادن از مهندسی نظامی استفاده شد.
نخستین کسی که خودش را به عنوان مهندس عمران معرفی کرد جان اسمیتون بود کسی که «ادی استون لایت هوس» را ساخت. در سال ۱۷۷۱ اسمیتون و برخی از همکارانش جامعهٔ مهندسین عمران را تشکیل دادند. یک گروه از رهبران این حرفه که به صورت غیررسمی سر شام یکدیگر را ملاقات کردند.
به هر حال مدرک بعضی دیدارهای تکنیکی وجود داشت که ثابت می‌کرد آن کمی بیشتر از یک جامعهٔ دسته جمعی بود. در سال ۱۸۱۸ مؤسسهٔ مهندسین عمران در لندن تأسیس شد و در ۱۸۲۰ مهندس برجسته توماس تلفورد رئیس دانشگاه شد. در سال ۱۸۲۸ مؤسسه یک پروانهٔ سلطنتی دریافت کرد که به صورت رسمی مهندسی عمران را یک حرفه شناخت. پروانه تعریف کرد، مهندسی عمران را هنر هدایت کردن منابع بزرگ قدرت در طبیعت برای استفاده و آسودگی انسان و به عنوان ابزار تولید و ترافیک در ایالت‌ها، هر دو برای داد و ستد داخلی و خارجی و به عنوان کاربردی در ساخت راه‌ها، برج‌ها، قنات‌ها، کانال‌ها هدایت کنندهٔ رودخانه و لنگر گاه‌ها برای معاملهٔ داخلی و تبادل و در ساخت بندرها لنگر گاه‌ها آب‌بند موج شکن و فانوس دریایی و در هنر هدایت به وسیلهٔ قدرت ساختگی به منظور تجارت و در ساخت و کاربرد ماشین آلات و زه کشی شهرهای کوچک و بزرگ. نخستین دانشگاه خصوصی برای تدریس مهندسی عمران در ایالات متحده آمریکا دانشگاه نورویچ بود که در سال ۱۸۱۹ به وسیلهٔ کاپیتان آلدرن پارتریج تأسیس شد.
نخستین مدرک مهندسی عمران در ایالات متحده در سال ۱۸۳۵ به وسیلهٔ مؤسسهٔ رنسلر پلی تکنیک داده شد. نخستین مدرکی مانند این که به یک زن داده شد به وسیلهٔ دانشگاه کرنل به نورا استانتون بلیچ در سال ۱۹۰۵ داده شد.
در سال ۱۸۱۸ مؤسسهٔ مهندسان عمران در لندن تأسیس شد و در سال ۱۸۲۰ توماس تلفورد، مهندس برجسته، نخستین رئیس مؤسسه شد. مؤسسه در سال ۱۸۲۸ مجوز سلطنتی را کسب کرد. متن این مجوز، مهندسی عمران را این‌گونه معرفی می‌کند:
هنر هدایت منابع بزرگ قدرت در طبیعت برای استفاده و آسایش انسان، به عنوان ابزار تولید و حمل‌ونقل در کشور، جهت تجارت داخلی و خارجی، که در ساخت راه‌ها، پل‌ها، قنات‌ها، کانال‌ها، هدایت رودها، و اسکله‌ها جهت واردات و صادرات و ساخت بندرها، لنگرگاه‌ها، خال‌ها، موج‌شکن‌ها و فانوس‌های دریایی به کار می‌رود و هنری برای هدایت قدرت مصنوعی برای اهداف تجاری و ساخت‌وساز و استفاده از ماشین‌آلات و زه‌کشی شهرها و روستاها است.

## مهندس عمران

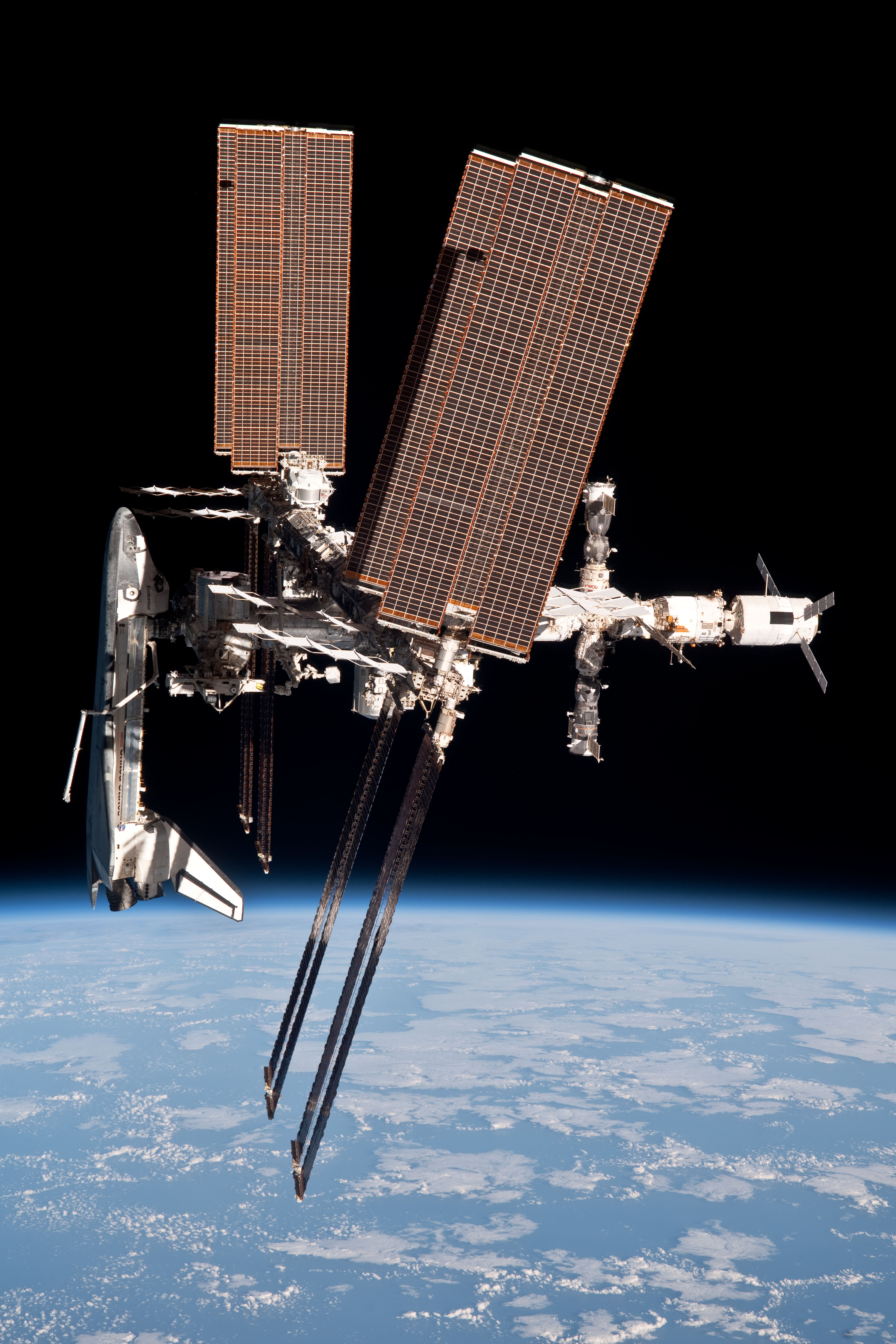
طراحی سازه‌های پیچیده‌ای همچون ایستگاه فضایی بین‌المللی مستلزم درکی عمیق از تحلیل سازه‌ها است.

اغلب مهندسان عمران دارای مدرک دانشگاهی این رشته هستند. در بیشتر کشورها، کارشناسی سطح پایهٔ مهندسی عمران است و تحصیل آن معمولاً ۳ تا ۵ سال به طول می‌انجامد. تحصیلات تکمیلی در این رشته تا سطح دکتری قابل ادامه است.
دروس این سطح، عموماً شامل بخش‌هایی از علوم پایه (ریاضی، فیزیک) و دروس اختصاصی مهندسی عمران (استاتیک، مقاومت مصالح، تحلیل سازه‌ها، طراحی سازه‌های بتنی و فولادی) می‌باشد.

## گرایش‌های رشته عمران
رشته عمران رشته بسیار وسیعی بوده و گرایش‌ها و زیرمجموعه‌های متنوعی در آن وجود دارد. مهندسان عمومی عمران با همکاری مهندسان نقشه‌بردار و مهندسان تخصصی عمران، به طراحی زهکشی، پیاده‌روها، تأمین آب، فاضلاب شهری، سدها، و سیستم‌های برق‌رسانی و ارتباطی می‌پردازند. مهندسان عمران اصول مهندسی ژئوتکنیک، مهندسی سازه، مهندسی محیط زیست، مهندسی حمل و نقل و مهندسی ساخت و ساز را در پروژه‌های مسکونی، تجاری، صنعتی و عمومی در کلیه اندازه‌ها و سطوح ساخت و ساز اعمال می‌کنند.
- عمران - عمران
- عمران - آب و فاضلاب
- عمران - راه
- عمران - ساختمان
- عمران - آب
- عمران - مهندسی محیط زیست
- عمران - نقشه‌برداری و طراحی
- عمران - خاک و پی (ژئوتکنیک)
- عمران - شهرسازی
- عمران - زیباسازی شهری
- عمران - ترافیک
- عمران - نفت
- عمران - خط لوله
- عمران - سازه
- عمران - مهندسی و مدیریت ساخت (مدیریت ساخت)